# Goeppert-Mayer (cràter)
Goeppert-Mayer és un cràter d'impacte en el planeta Venus de 33,5 km de diàmetre. Porta el nom de Maria Goeppert-Mayer (1907-1972), física estatunidenca d'origen alemany i Premi Nobel de Física (1963), i el seu nom va ser aprovat per la Unió Astronòmica Internacional el 1991.